# Juan Gualberto Gómez
Juan Gualberto Gómez Ferrer (Sabanilla del Encomendador, 12 de julio de 1854-La Habana, 5 de marzo de 1933) fue un político, periodista y líder de los afroamericanos cubanos, que se destacó en la lucha por la independencia de Cuba y durante la etapa republicana comprendida entre 1901 y 1933. 

## Niñez y primeros estudios
De origen afroamericano, nació en el ingenio azucarero "Vellocino de Oro", propiedad de Catalina Gómez. Sus padres, Fermín Gómez (Yeyé) y Serafina Ferrer (Fina), eran esclavos, pero lograron comprar la libertad del niño antes de su nacimiento, de acuerdo a la ley de la época. Su condición de hombre libre le permitió aprender a leer y escribir.
Por su notable inteligencia y fácil aprendizaje, a pesar del sacrificio económico que les significaba, sus padres lo enviaron a estudiar a La Habana, al colegio Nuestra Señora de los Desamparados, dirigido por Antonio Medina y Céspedes, un maestro afroamericano inspirado en la obra de José de la Luz y Caballero.
En 1868 estalló la llamada Guerra de los Diez Años. El joven se encontraba como espectador en una función del teatro Villanueva, cuando éste fue asaltado por grupos de realistas. El motivo era que la recaudación de obra representada iba en beneficio de grupos independentistas. La gravedad de los incidentes y el clima de violencia que empezaba a imperar, decidieron a los padres de Juan Gualberto, apoyados económicamente por Catalina Gómez, a mandarlo a Francia a estudiar el oficio de constructor de carruajes, uno de los pocos oficios de relieve a que podían aspirar afroamericanos y mestizos durante el período colonial.
Al año siguiente, llegaron de visita a París la dueña del ingenio, Catalina Gómez, acompañada de los padres del joven. El maestro Binder opinó que dada la capacidad e inteligencia de su aprendiz, sería recomendable hacer un esfuerzo y proporcionarle una carrera profesional. El muchacho fue inscrito en una escuela preparatoria de ingenieros, la prestigiosa Escuela Mungo. 
En julio de 1870 estalló la Guerra franco-prusiana seguida del sitio de París, y de la sublevación de la Comuna de París que interrumpieron temporalmente sus planes de estudios. 
En julio de 1872 llegaron a París, Francisco Vicente Aguilera y el general Manuel de Quesada, para recolectar fondos para los independentistas en Cuba. Al necesitar de un traductor, Juan Gualberto fue contratado, estableciendo su primer vínculo político. Su propia experiencia como afroamericano y la sublevación contra el Imperio español en Cuba lo van decantando como político involucrado en la independencia de su país.
A la difícil situación política en Francia, se sumó una difícil situación económica para el joven. En 1874 sus padres se encontraban en una mala situación económica y le comunicaron que no pueden seguir financiando su estadía en París, y le recomendaron regresar a Cuba. El joven no queriendo regresar, buscó empleos mal remunerados en casas de comercio, reportero o corresponsal.
En 1875 nace la Tercera República Francesa y Juan Gualberto suspendió sus estudios al obtener un puesto como periodista en la revista Revue et Gazette des Theatres, que será el comienzo de su carrera periodística.
En 1878 se encontraba en México, donde conoció al abolicionista Nicolás de Azcárate, un desterrado cubano, cuando se enteró de la derrota de las fuerzas independentistas en Cuba y el fin de la guerra de los Diez Años con la firma de la Paz del Zanjón. Ante la nueva situación política, volvieron a Cuba muchos desterrados, y Juan Gualberto decidió regresar a Cuba.

## Primeros pasos políticos
A finales de 1878 retornó Juan Gualberto a La Habana, donde conoció a José Martí. A partir de entonces una empatía fundada en ideales compartidos estrecharía la amistad y uniría la acción revolucionaria de ambos. Funda el periódico La Fraternidad en 1879, cuya publicación se interrumpe al ser deportado, debido a su simpatía y vinculación a los clubes revolucionarios y movimientos conspirativos de esa época.

## Labor independentista
Luego de arribar a España después de ser deportado, aprovechó el escenario europeo para desplegar una intensa labor en publicaciones tales como El Abolicionista, La Tribuna, El Pueblo, El Progreso —órganos de los republicanos españoles— y otros diarios.
A su regreso a Cuba en 1890 y por la labor realizada, José Martí lo designa como su delegado en la Isla para los preparativos de la guerra. A él le correspondió dar la orden de alzamiento armado el 24 de febrero de 1895. Apresado poco tiempo después fue nuevamente deportado y preso en Ceuta. Pero el final del colonialismo español en Cuba estaba dictado por el patriotismo y la lucha armada de los cubanos.

## Labor periodística en la República
Después de que el 20 de mayo de 1901 se declarase a Cuba una República, desarrollo bajo el seudónimo "G" fue diestro combatiente frente a Tomás Estrada Palma, el primer presidente de la República, y la Enmienda Platt, convertía a Cuba en casi una colonia de los Estados Unidos. Sus artículos y crónicas en los que evidenció el peculado y las genuflexas posturas de pro anexionistas, trascendieron con la rectitud de quien, aun desde la ancianidad, mantuvo una postura consecuente con el legado martiano.

## Muerte
Falleció Juan Gualberto Gómez el 5 de marzo de 1933, a los ochenta años de edad. Aquel hijo de esclavos había conquistado un sitio venerable en el altar de la patria. En su honor, la Unión de Periodistas de Cuba instituyó el premio anual que lleva su nombre. El aeropuerto internacional de Varadero recibe su nombre. 

## Antecedentes
- Página con autobiografía de Juan Gualberto Gómez
- (enlace roto disponible en Internet Archive; véase el historial, la primera versión y la última). Página de TV Yumurí